# Luis Enrique Oberto
Luis Enrique Oberto González (Venezuela, 19 de agosto de 1928-Caracas, 8 de agosto de 2022) fue un ingeniero y político venezolano. Oberto ocupó varias cargos públicos durante la primera presidencia de Rafael Caldera, incluyendo jefe de Cordiplan y Ministro de Hacienda, al igual que presidente de la Cámara de Diputados de Venezuela posteriormente. También fue fundador de la Academia Nacional de Ciencias Económicas.

## Carrera
Oberto se graduó como ingeniero civil en la Universidad Central de Venezuela (UCV), mención estructuras, en 1951. Entre 1969 y 1972 sirvió como jefe de la Oficina Central de Planificación de la Presidencia (Cordiplan), y entre 1972 y 1974 como Ministro de Hacienda. Durante su gestión, estuvo involucrado en la nacionalización del gas y en el aumento de la participación fiscal en el negocio petrolero. Adicionalmente adelantó la reversión de los bienes de la industria, lo que posteriormente facilita su nacionalización, y estuvo presente en la inauguración del Complejo Petroquímico de El Tablazo.
Entre 1969 y 1972 también se desempeñó como gobernador principal del país ante el Banco Interamericano de Desarrollo (BID), y entre 1970 y 1972 como director principal del Banco Central de Venezuela (BCV). Entre 1990 y 1994 presidió la Cámara de Diputados de Venezuela, y en 1993 fue presidente encargado del Congreso. Igualmente presidió la Comisión Legislativa del Congreso, la Comisión de Finanzas de la Cámara de Diputados e integró la Comisión Presidencial para la Reversión Petrolera.
Fue fundador de la Academia Nacional de Ciencias Económicas, de la cual fue individuo de número, y entre 1998 y 2000 su presidente. Oberto también fue vicepresidente del Colegio de Ingenieros, integró el Consejo Directivo del Instituto de Estudios Superiores de Administración (IESA) y trabajó como profesor de la UCV.